# Hillman Minx

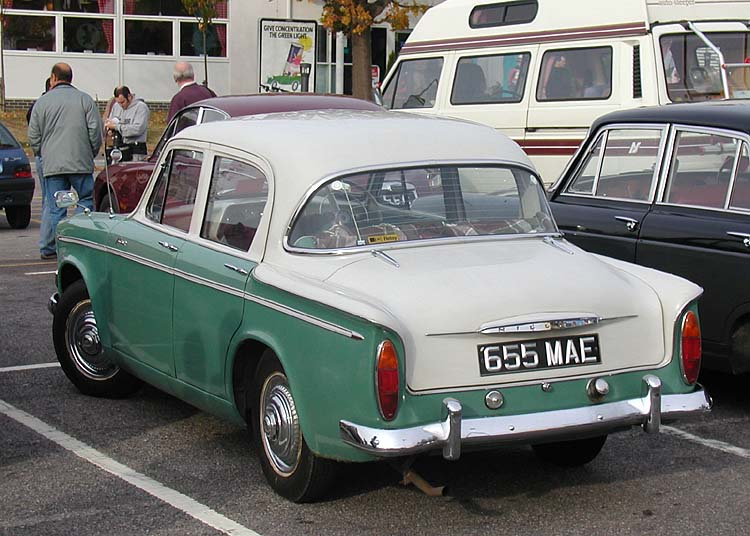
Una Hillman Minx del 1961

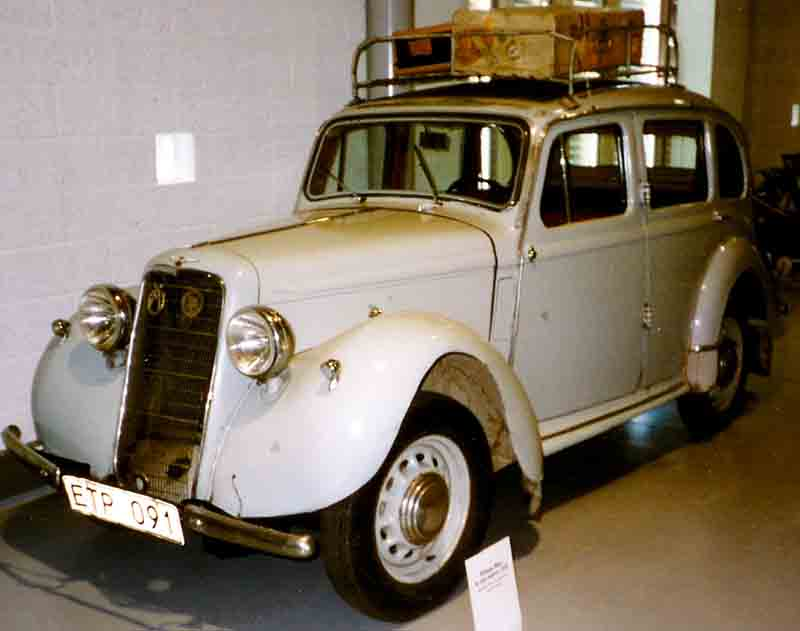
Una Hillman Minx quattro porte versione De Luxe berlina del 1936

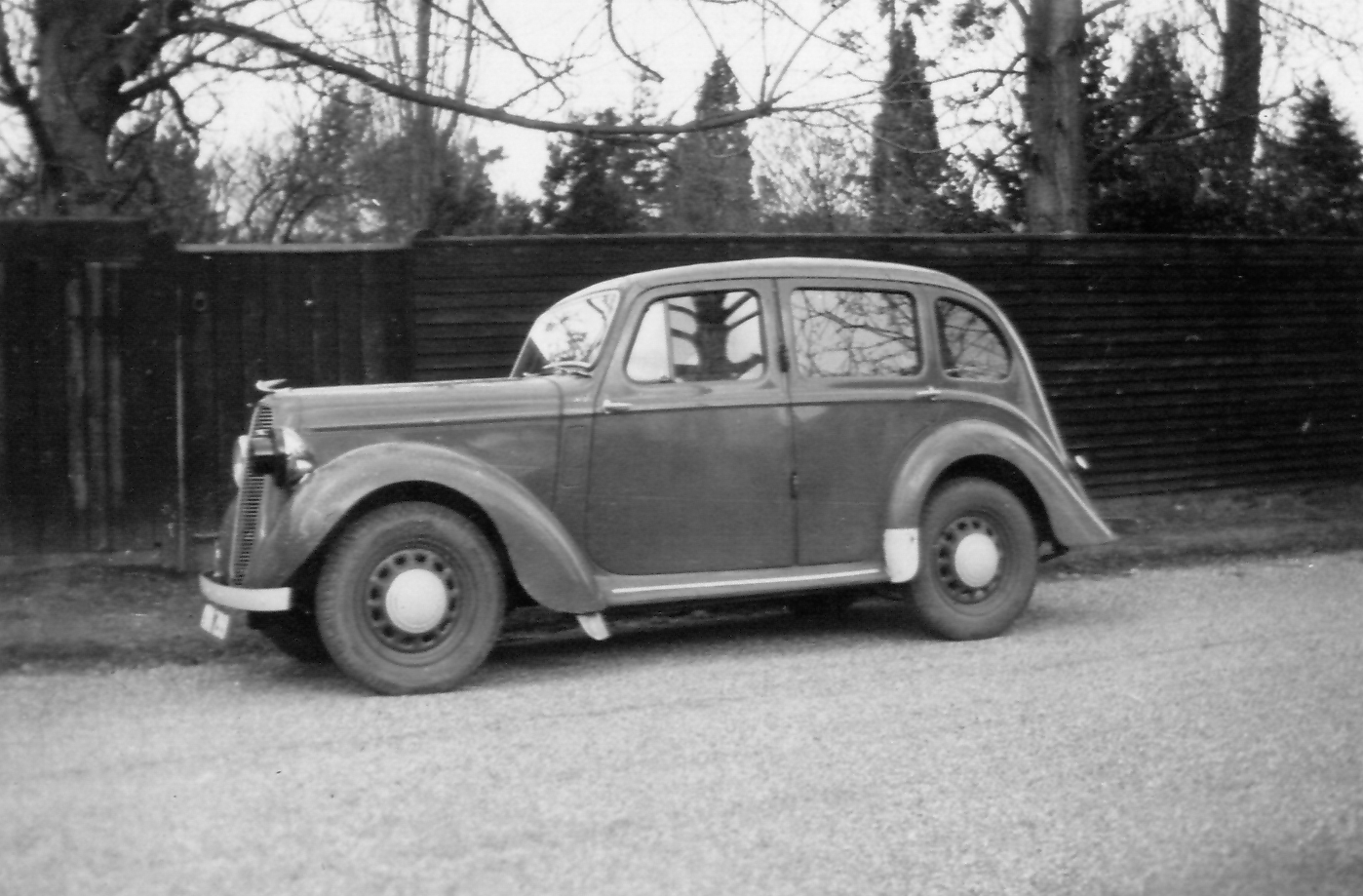
Una Hillman Minx quattro porte berlina 1938

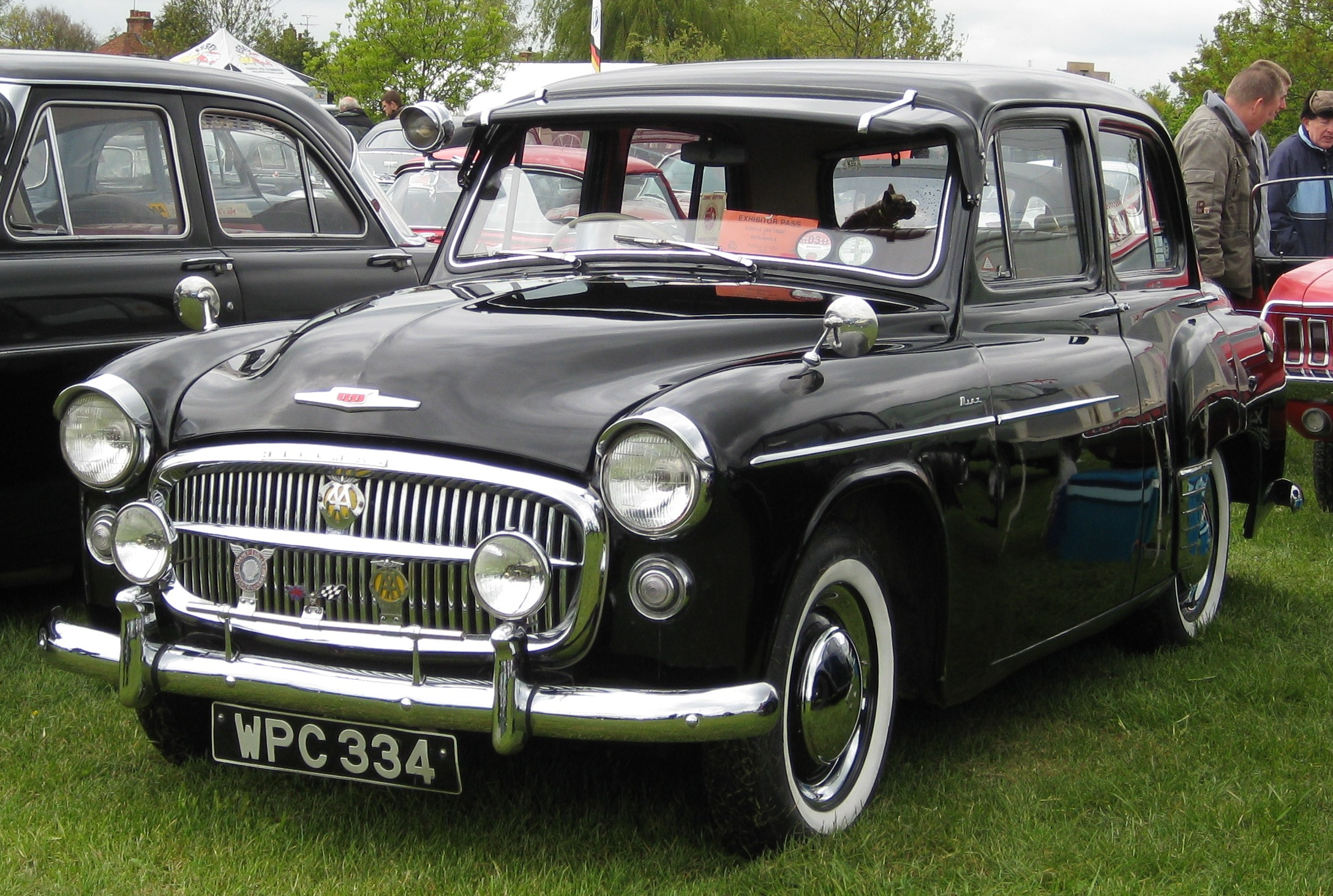
Una Hillman Minx Mark VIII (Phase VIII) quattro porte del 1955

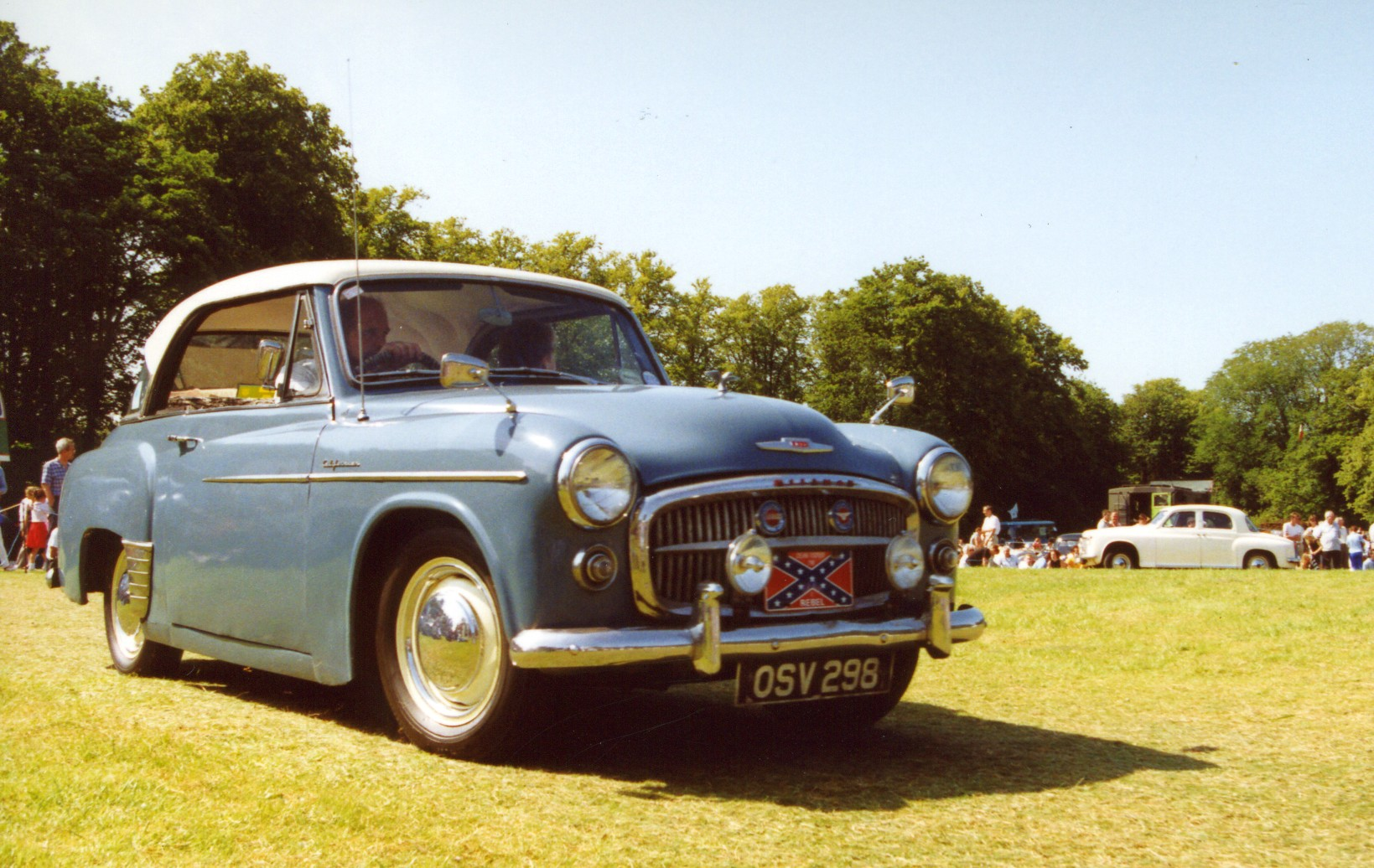
Una Hillman Minx Californian

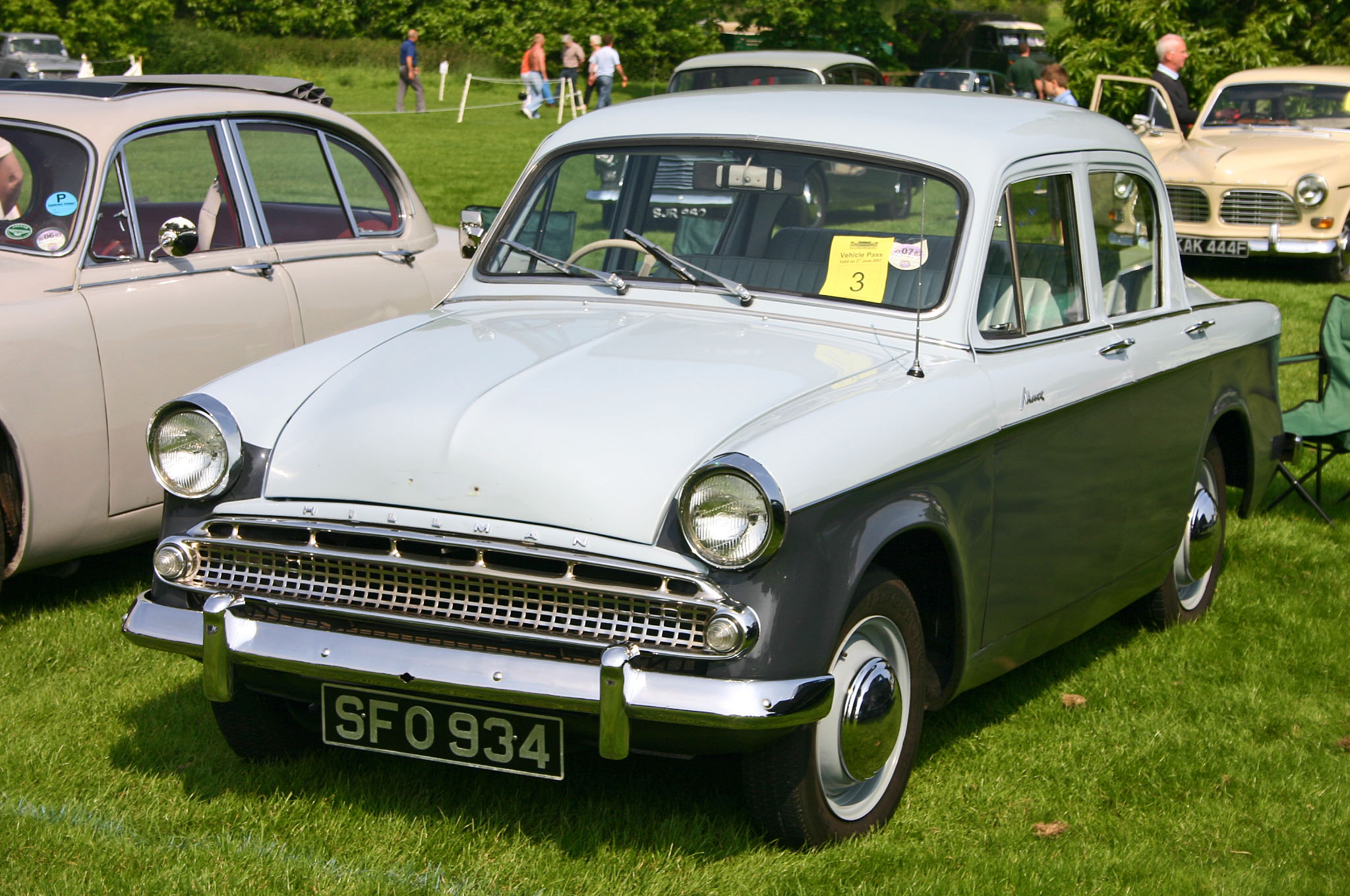
Una Hillman Minx Serie III

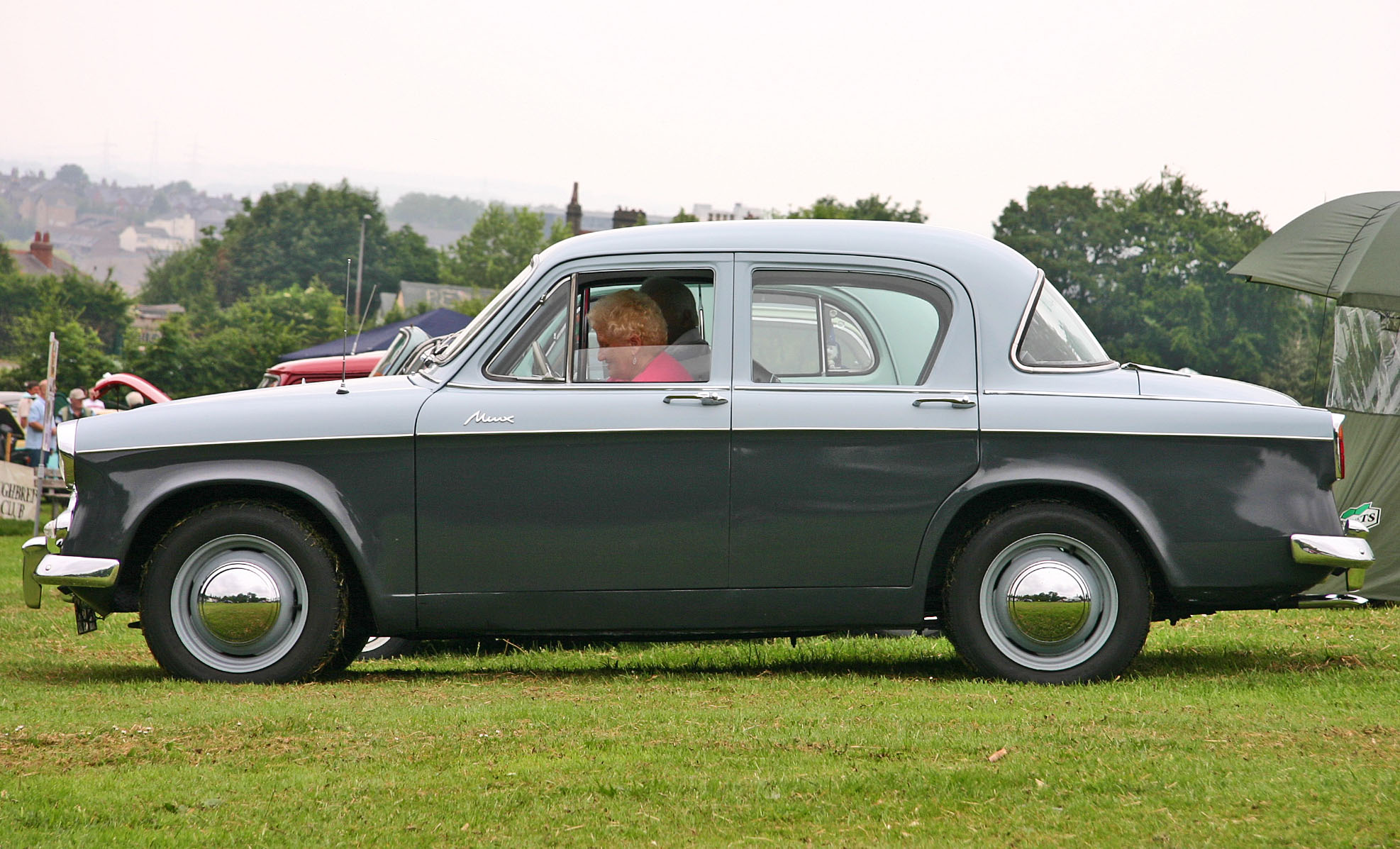
Vista laterale di una Hillman Minx Serie III

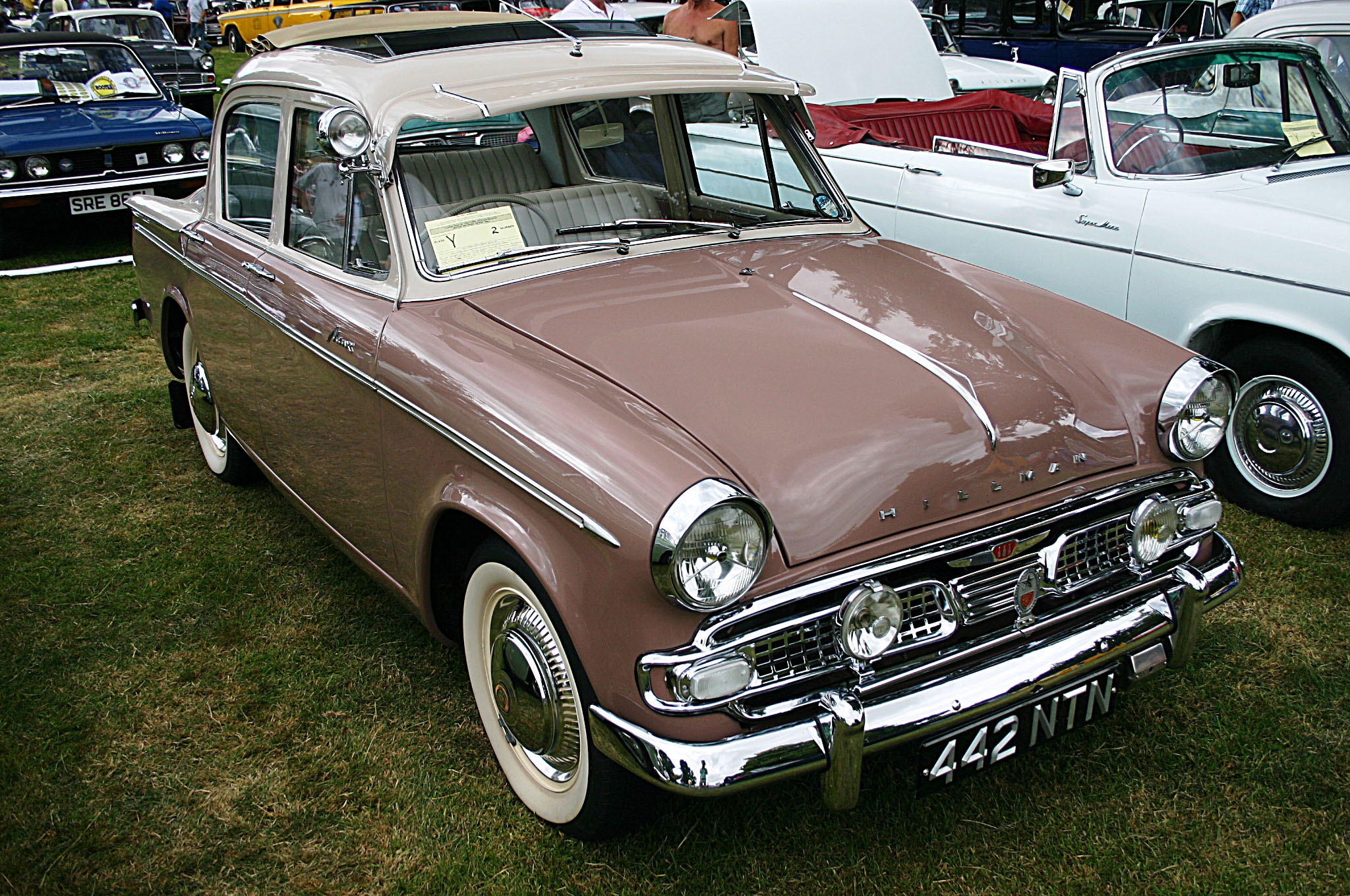
Una Hillman Minx Serie IIIA con griglia cromata

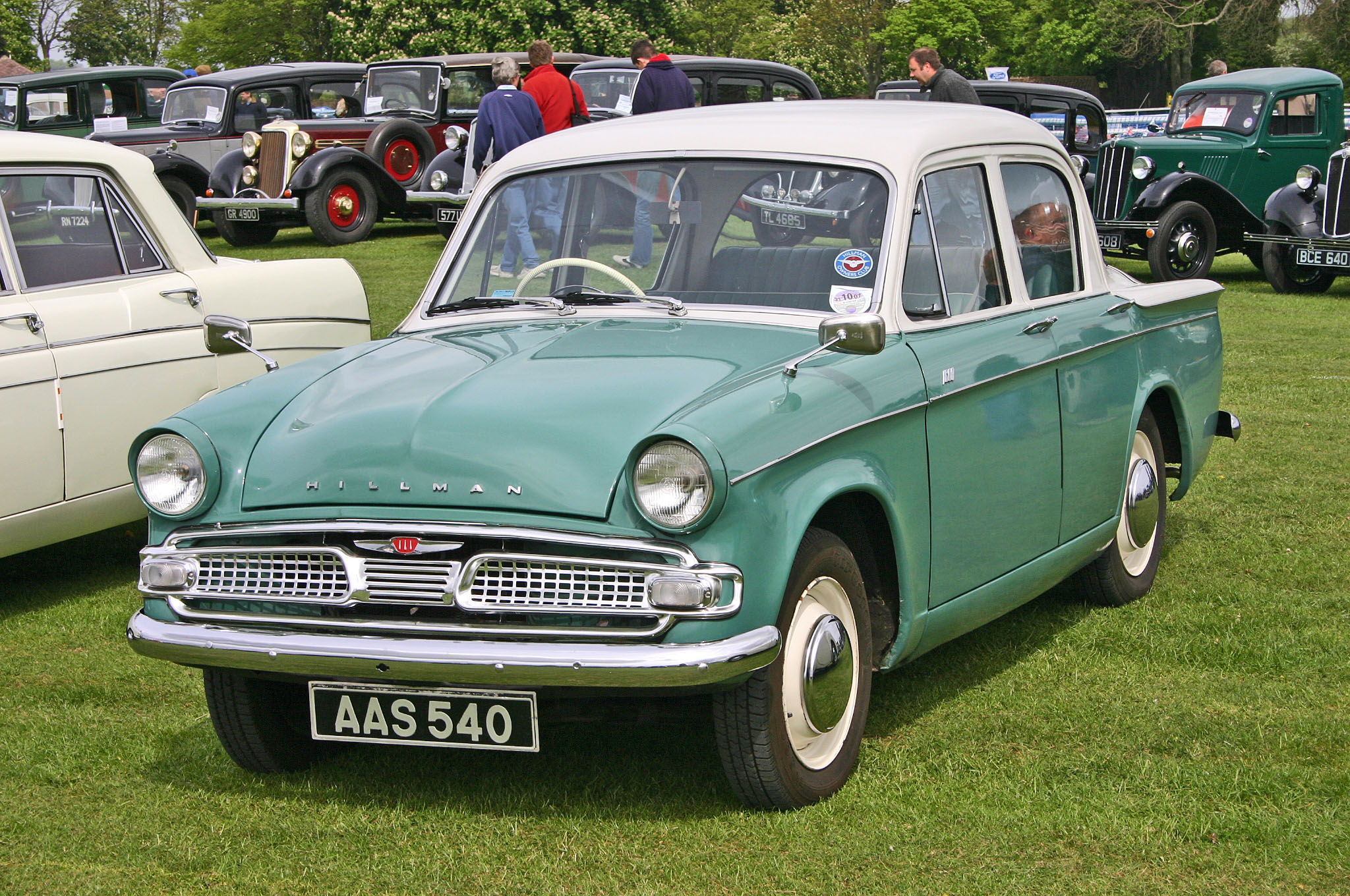
Una Hillman Minx Serie IIIC

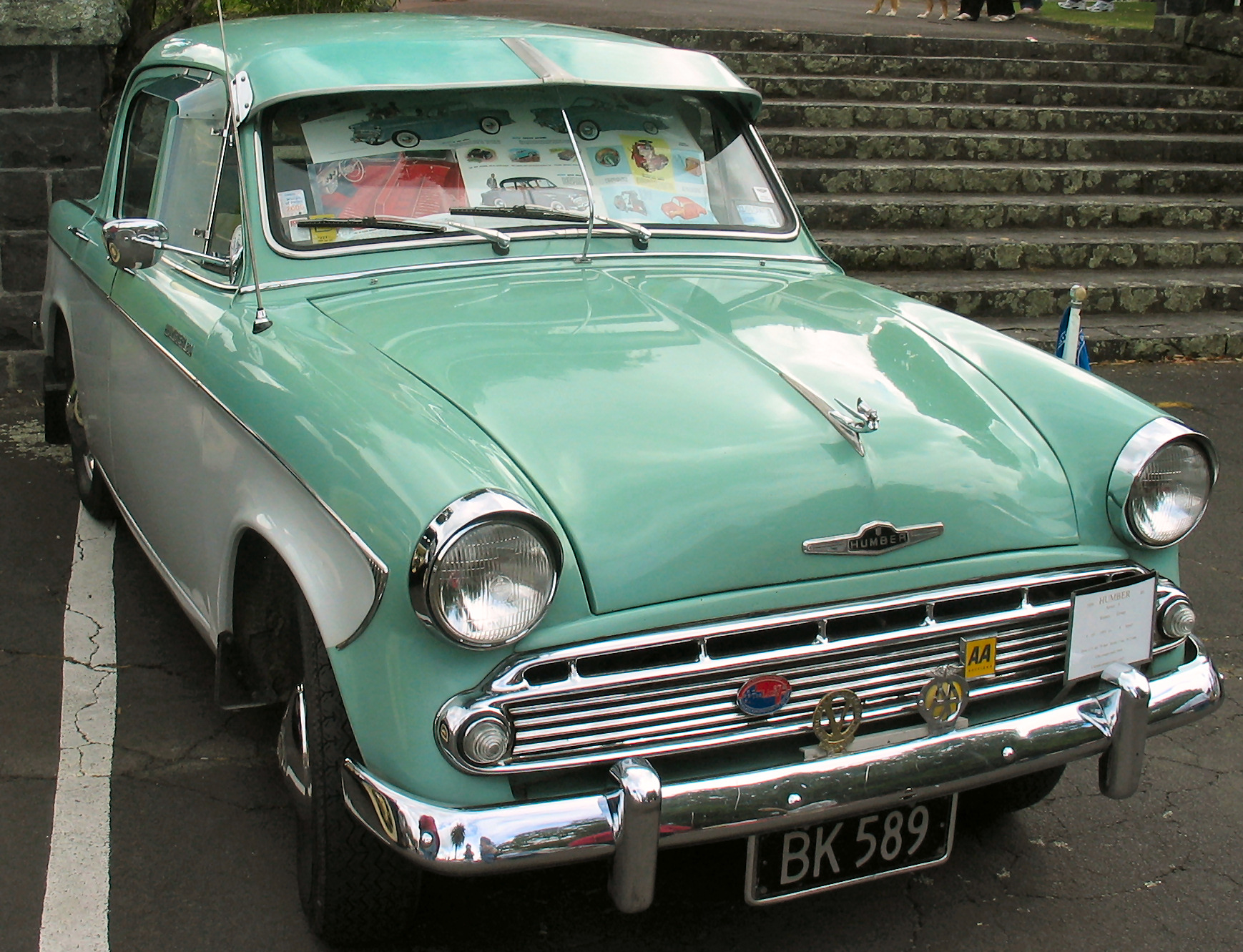
Una Hillman Minx Series III del 1959 rimarchiata come Humber 80 per alcuni mercati, tra cui la Nuova Zelanda

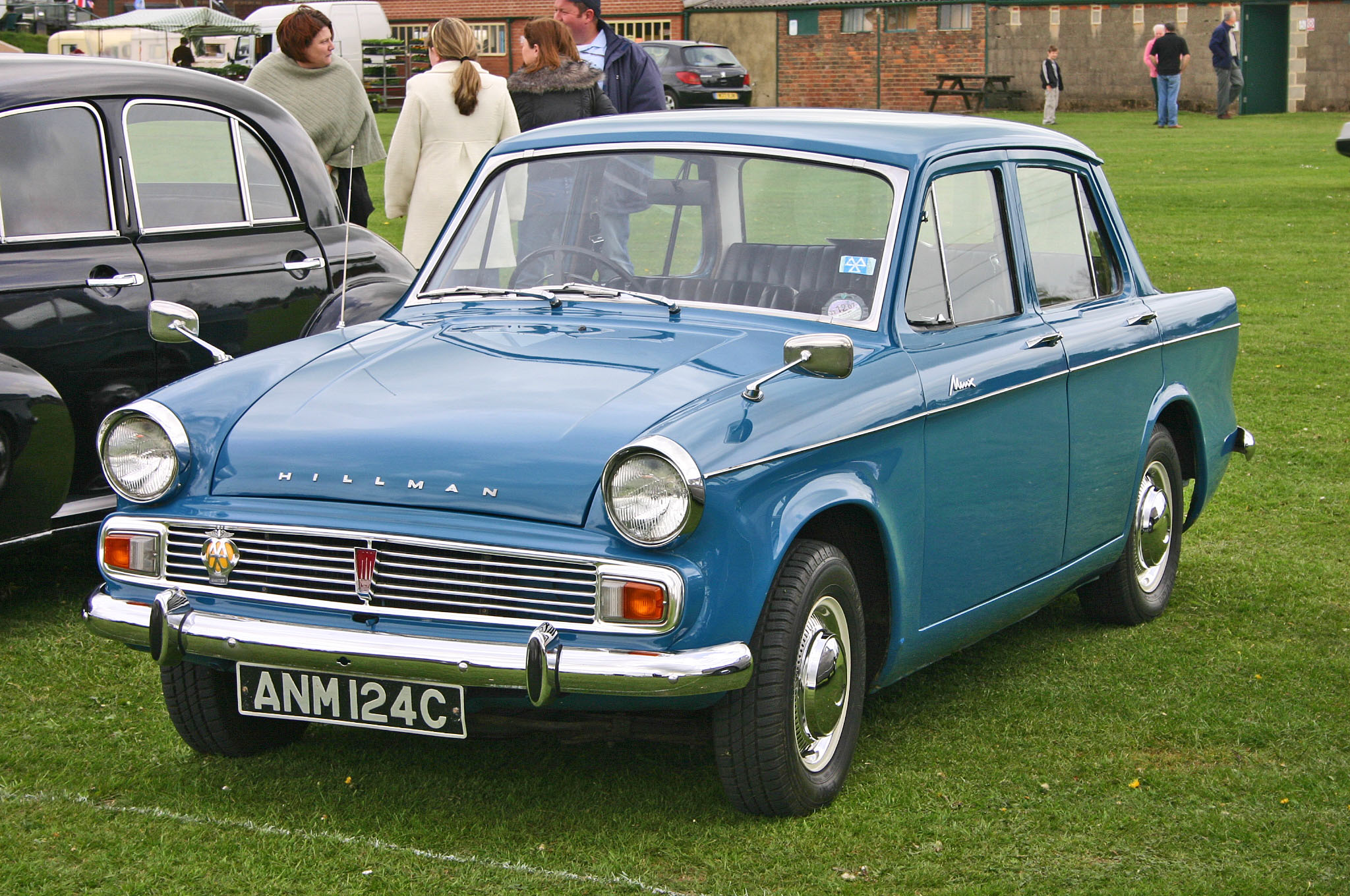
Una Hillman Minx Serie V

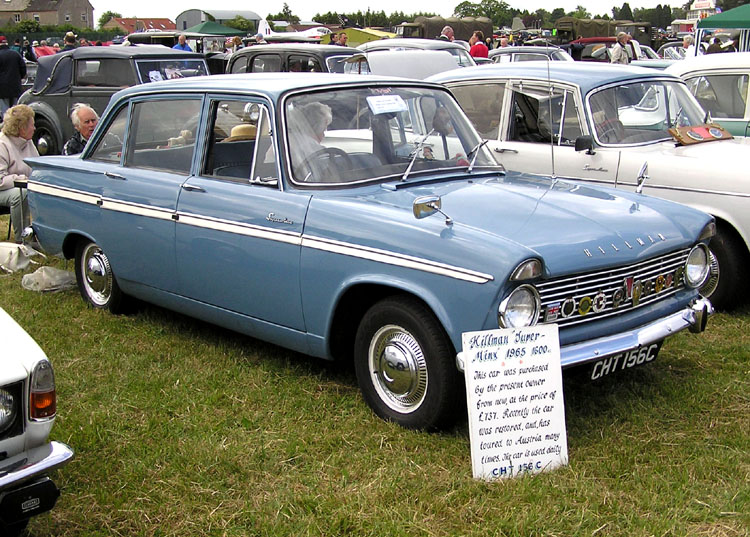
Lanciata nel tardo 1961, la Hillman Super Minx fu concepita per tentare di sostituire la Minx Serie III. In seguito la Serie III fu rimpiazzata nel 1963 dalla Serie V, mentre la Super Minx fu lanciata separatamente, sebbene fosse un modello strettamente correlato

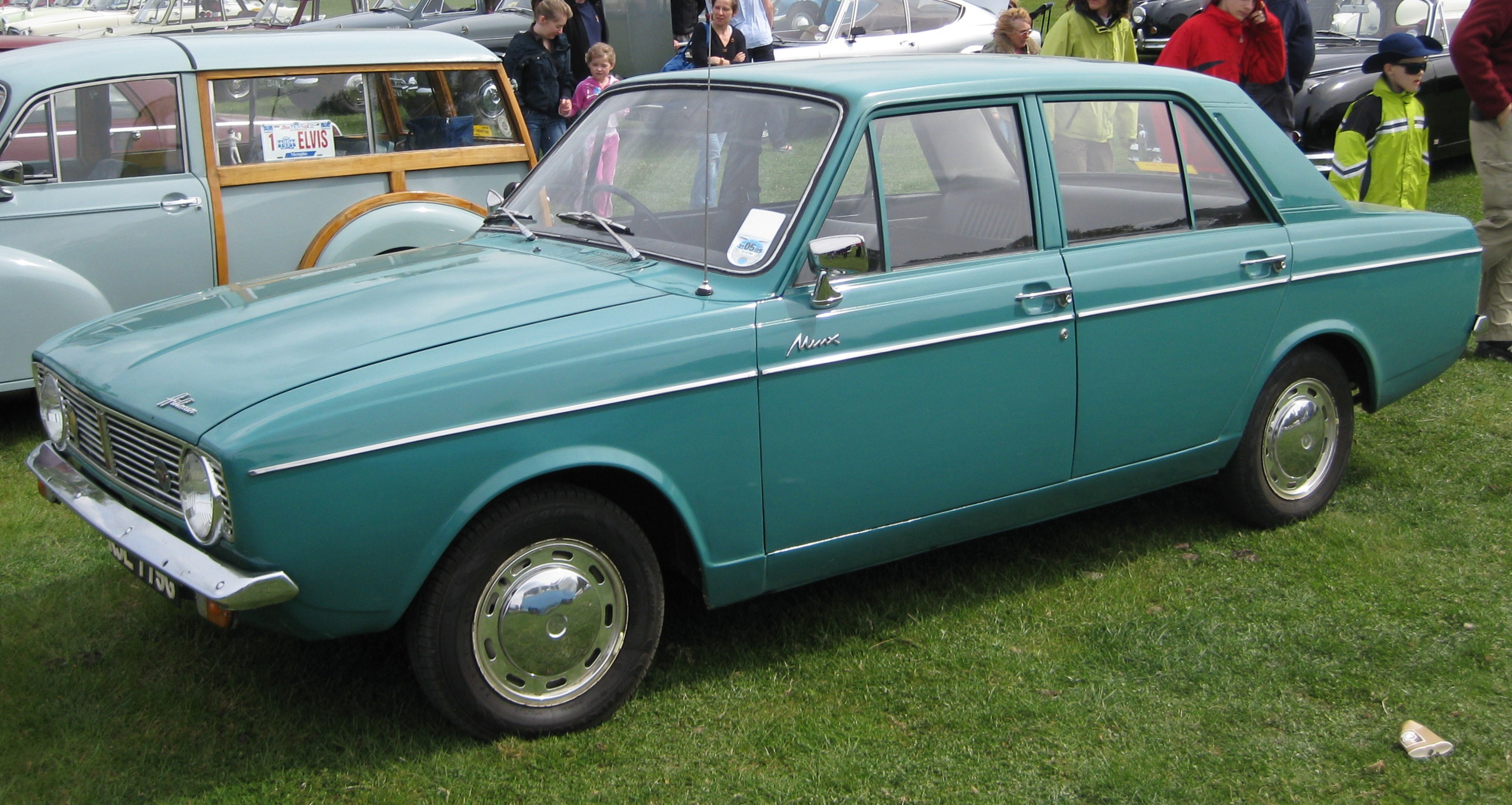
La Hillman Minx ultima serie, che era una Hillman Hunter versione base

La Minx è una autovettura costruita dal gruppo Rootes con marchio Hillman dal 1932 al 1970. Furono commercializzate diverse serie durante il periodo in cui fu prodotta, così come ci furono diverse versioni vendute con marchio Humber, Singer e Sunbeam.
La Hillman Super Minx fu invece il modello di media grandezza offerto durante il periodo in cui fu commercializzata la serie Audax.
Fu venduta anche la versione familiare della Minx, ma dal 1954 al 1965 fu costruita dal gruppo Rootes anche una serie sempre tipo familiare ma con passo corto, la Hillman Husky, ed un veicolo furgonato derivato da quest'ultima, conosciuto come Commer Cob
Per la maggior parte degli anni sessanta la Minx e le sue derivate furono le automobili maggiormente vendute della serie Audax, che includeva la Singer Gazelle e la Sunbeam Rapier. La generazione finale della Minx fu la New Minx lanciata sul mercato nel 1967, che fu parte della serie Arrow ed era essenzialmente la versione base della Hillman Hunter. Questa versione della Minx era disponibile con quattro porte berlina e familiare, e montava un motore da 1496 cm³ oppure da 1725 cm³di cilindrata.
La serie Minx rivisse poi brevemente, similmente al nome Rapier applicato alla versione della Sunbeam Rapier della serie Audax, come un'edizione speciale della Talbot Alpine/Talbot Solara, prodotte dalla Chrysler in Europa dopo la scomparsa del gruppo Rootes.

## Le Minx prima della seconda guerra mondiale
La prima Minx fu introdotta nel 1932 con un corpo vettura in acciaio, un telaio separato ed un motore da 30 bhp e 1185 cm³ di cilindrata. Fu aggiornata nel 1934 con l'installazione di un cambio a quattro velocità e con la rivisitazione del design della linea, tra cui l'installazione di una griglia a forma di V. Nel 1935 fu introdotto il cambio sincronizzato, ma il resto rimase sostanzialmente invariato.
Nel 1936 il modello fu rinominato Minx Magnificent, e la linea fu arrotondata. Il telaio fu irrigidito e il motore spostato più avanti per dare più spazio ai passeggeri. Il pannello posteriore, fino a quel momento verticale, fu montato in posizione inclinata, e fu offerta come optional una griglia pieghevole per i bagagli che poteva essere attaccata al pannello stesso, disponibile con verniciatura a “due sterline, sette scellini e sei pence” . Una versione familiare denominata Commer fu aggiunta alla gamma.
L'ultima versione della Minx precedente alla seconda guerra mondiale fu del 1938. Non c'erano abbastanza fabbriche che costruivano torpedo, ma alcune furono assemblate da Carbodies. Il modello era esteticamente simile alla Magnificent, con una differente griglia ed un accesso al vano bagagli che era esterno (sulla serie precedente l'accesso era possibile abbassando lo schienale dei sedili posteriori). Erano disponibili due versioni nella gamma offerta; la Safety, con gli interni in rexine (cioè un tipo di cuoio artificiale) al posto della pelle, l'assenza di deflettori e, in generale, meno allestimenti lussuosi, e la De Luxe con gli interni in pelle, la presenza dei deflettori, migliori imbottiture e caratteristiche che aumentavano il comfort. La versione del 1938 non fu quella finale prima dello scoppio della seconda guerra mondiale, ed infatti l'anno successivo ci fu un consistente aggiornamento del modello, con la meccanica profondamente modificata. Il gruppo motopropulsore fu migliorato, anche se alcuni componenti erano in comune con la versione del 1938. Tra questi ultimi ci furono alcuni elementi del cambio, del differenziale, dei semialberi e del gruppo dello sterzo. Furono modificati anche dettagli meccanici minori e particolari esteriori. Anche la griglia anteriore, che esteticamente era quasi identica a quella del 1938, diventò di lega piuttosto che di materiale composito.

## La Minx durante il conflitto
Durante la seconda guerra mondiale, le Case automobilistiche britanniche convertirono la loro produzione in furgoni per uso militare, i Tilly. La Hillman costruì la 10HP; basata sul telaio della Minx, possedeva una cabina di guida che poteva ospitare due persone ed un vano di carico coperto posizionato nella parte posteriore. Fu prodotta come versione base berlina per uso militare e civile dal 1940 al 1944. Questi veicoli furono utilizzati dall'esercito britannico, più precisamente dalla Royal Air Force.

## La Minx dopo la seconda guerra mondiale
La Minx venduta tra il 1945 ed il 1947 montava lo stesso motore a valvole laterali da 1185 cm³ di cilindrata, aveva il medesimo passo e possedeva la stessa linea delle vetture prebelliche. Questa versione è conosciuta come Minx Mark I (o Minx Phase I). Tra il 1947 ed il 1948 fu offerta una versione modificata, conosciuta come Minx Mark II.
Una più moderna Minx, denominata Mark III, fu venduta dal 1948. Questa fu la prima Minx con muso e coda prolungati, tipo Ponton (quindi con i tre volumi), che rimpiazzò quindi i modelli a coda tronca, ereditata dalla linea dei veicoli degli anni trenta. Inizialmente furono offerti tre corpi vettura differenti, berlina, familiare e cabriolet. Sotto la carrozzeria, a parte qualche piccola modifica sulle sospensioni, cambiò poco: la Mark III mantenne il motore da 1185 cm³ di cilindrata a valvole laterali della versione precedente. Anche la potenza erogata rimase invariata, più precisamente 35 bhp. Comunque, nel 1949 per il lancio della Minx Mark IV, al vecchio propulsore fu modificato l'alesaggio e incrementato il rapporto di compressione, con conseguente aumento della cilindrata a 1265 cm³ e della potenza del 7% a 37,5 bhp . Una Mark IV berlina fu provata dalla rivista britannica The Motor nel 1949, e registrò una velocità massima di 108 km/h ed un'accelerazione da 0 a 97 km/h di 39,7 secondi. Il consumo di carburante fu di 8,8 L/100 km. Il modello utilizzato nel test costava 505 sterline incluse le tasse. Seguirono poi modifiche minori. 
Nel 1953, con la Minx Mark VI, ci fu una quarta modifica del corpo vettura; il modello fu anche chiamato Hillman Minx Californian. Era una hard-top coupé con una particolarità inusuale per l'epoca, vale a dire il montante dei finestrini laterali che scendeva insieme ai vetri, così da dare una vista completa quando essi erano completamente abbassati. Il lunotto era avvolgente ed era formato da tre parti. Il passo e la lunghezza totale della vettura rimasero gli stessi, sia per la berlina che per la cabriolet. Alla Mark VIII, nel 1954, fu installato un nuovo motore a valvole in testa da 1390 cm³ di cilindrata. Questo propulsore fu poi montato, due anni più tardi, sul primo modello della nuova serie Audax basata sulla Minx.

## Le “Audax” basate sulla Hillman Minx (dalla Serie I alla VI, 1956-1967)
Il corpo vettura delle Audax fu progettato dal gruppo Rootes, ma aiutato dal team di Raymond Loewy, che era anche coinvolto nel design delle Studebaker coupé del 1953. Al modello furono eseguite delle modifiche annuali a cui era associato un numero di Serie, che sostituì il numero Phase usato per le precedenti Minx; non ci fu però la Serie IV. Il motore fu nuovo, con valvole in testa, il primo con questa caratteristica per una vettura Hillman del dopoguerra. Durante gli anni la cilindrata del propulsore crebbe gradualmente da 1390 cm³ (usato nelle Serie I e II) a 1725 cm³, utilizzato nella Serie VI. Fu offerto un cambio manuale con la leva sul piantone dello sterzo o sul pavimento, oppure un cambio automatico. Nella versione automatica, per le Serie I e II era utilizzato il Lockheed Manumatic con un sistema a due pedali (solo per la versione semiautomatica), mentre per la Phase III un Smiths Easidrive, e per le Serie V e VI un Borg Warner.
Una Serie III versione De Luxe berlina con un motore da 1494 cm³ di cilindrata, fu provato dalla rivista britannica The Motor nel 1958; fu registrata una velocità massima di 123,8 km/h, un'accelerazione da 0 a 97 km/h di 25,4 secondi ed un consumo di carburante di 8,88 L/100 km. Il modello utilizzato nel test costava 794 sterline incluse le tasse
C'erano delle varianti delle Singer Gazelle e Sunbeam Rapier che erano in realtà delle Hillman Minx rinominate; il nome fu poi ancora usato utilizzato per modelli successivi Rootes Arrow. Alcune Minx furono rinominate per taluni mercati con marchi Sunbeam e Humber.
L'importatore ed assemblatore neozelandese Todd Motors creò la Humber 80 (cioè la Minx) e la Humber 90 (la Super Minx) come modelli separati – identici a parte il marchio – per ottenere la licenza per il kit di assemblaggio.

## L'ultima serie della Minx
L'ultima serie della Minx fu prodotta dal 1967 al 1970 in versione berlina e familiare, ed era basata sulla Hunter. Il motore era un quattro cilindri a valvole in testa. La cilindrata del propulsore era di 1496 cm³, ma era disponibile come optional un motore da 1725 cm³ per la familiare.

## Galleria fotografica delle Minx Cabriolet

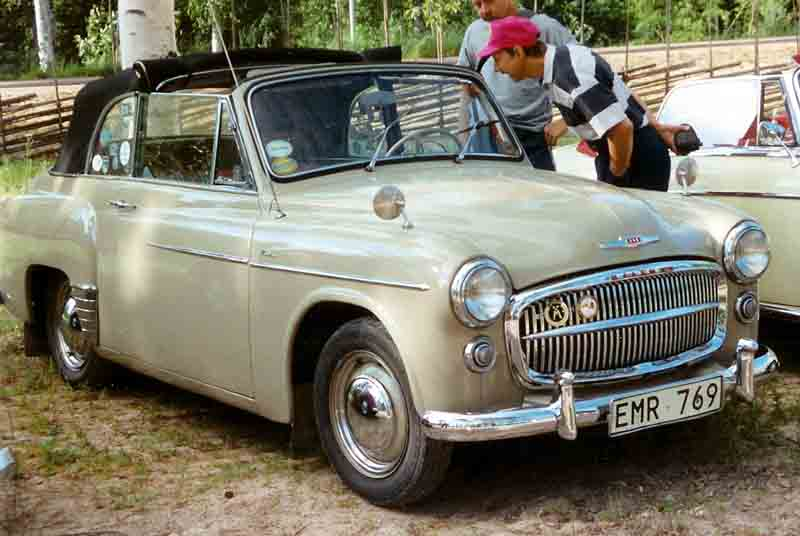
Una Hillman Minx Mark VIII cabriolet del 1955
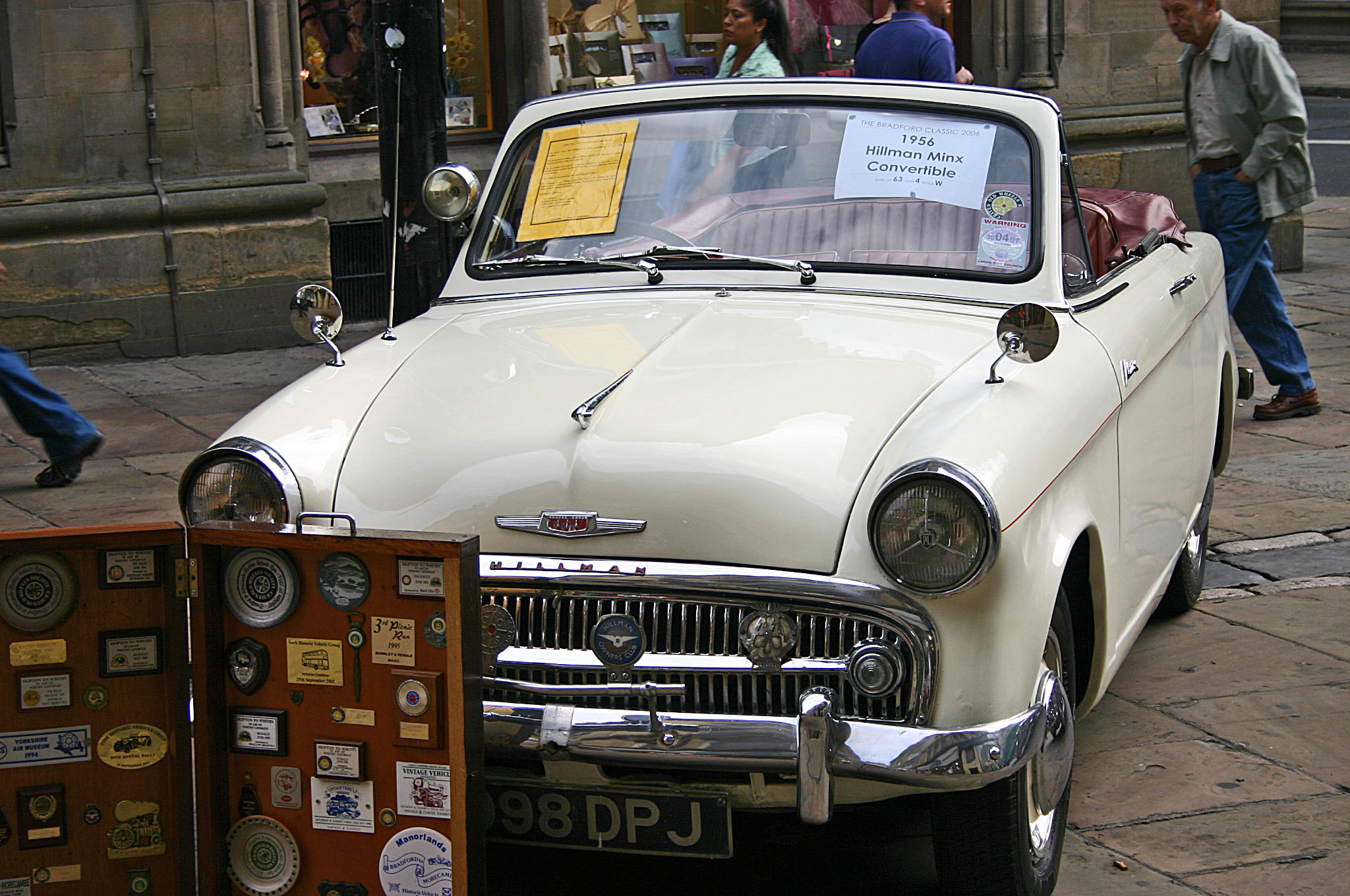
Una Hillman Minx Serie I cabriolet del 1962
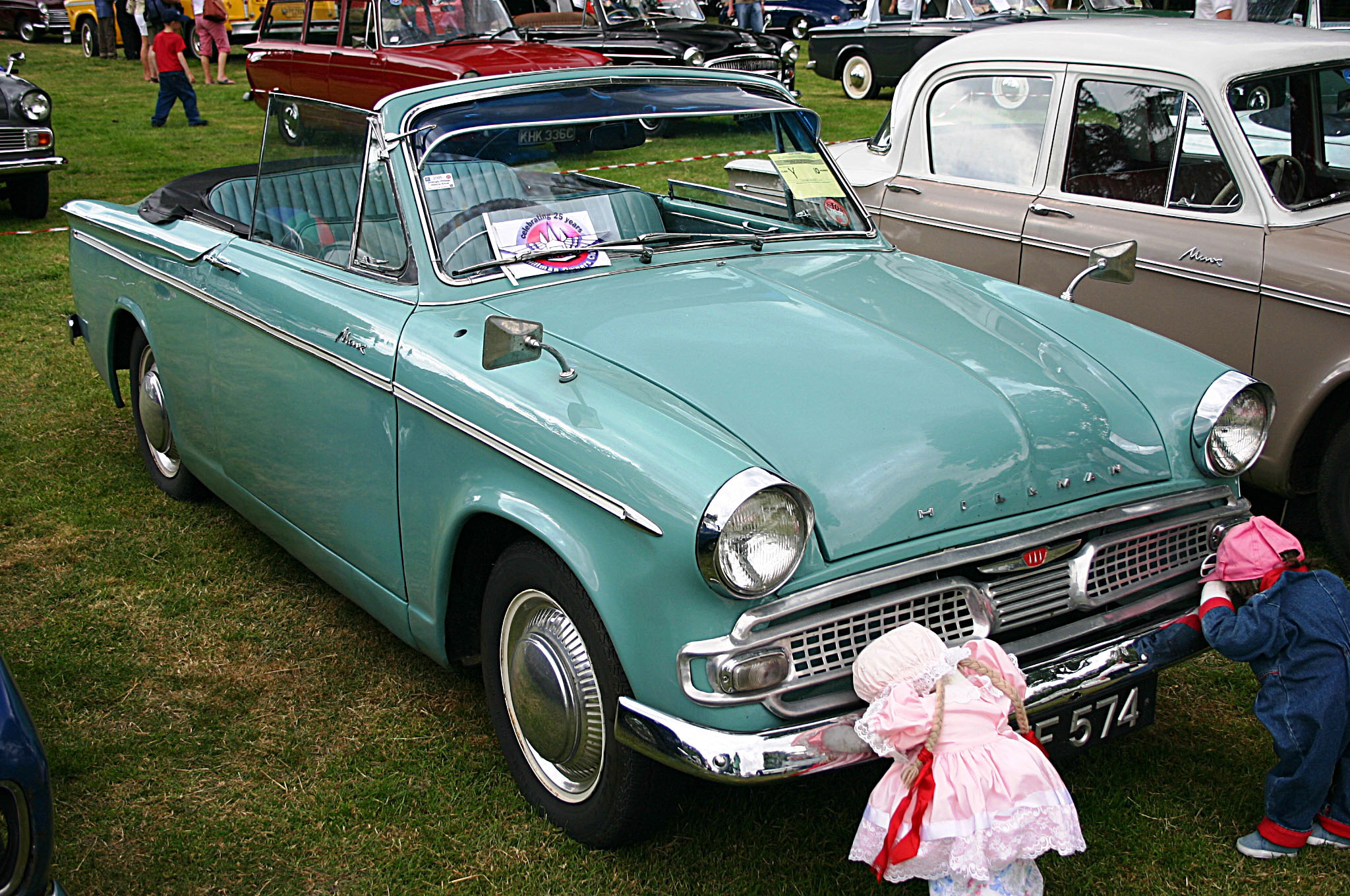
Una Hillman Minx Serie IIIB con la griglia in lega al posto di quella cromata della Serie IIIA
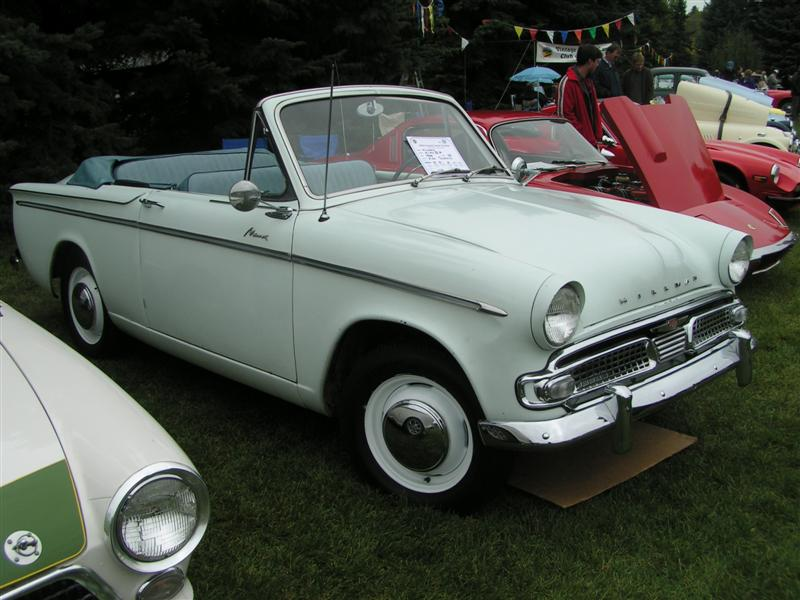
Una Hillman Minx Series IIIC cabriolet, l’ultima Minx di questo tipo

## I modelli
| Modello               | Anno           | Motore                                                    | Produzione                            | Carrozzerie                                                                     | Passo   | Vel. max | Note |
| --------------------- | -------------- | --------------------------------------------------------- | ------------------------------------- | ------------------------------------------------------------------------------- | ------- | -------- | --- |
| Minx                  | 1932-33        | 1185 cm³, 4 cilindri, valvole laterali                    | n/d                                   | Torpedo, sport torpedo, 4 porte berlina leggera, 6 porte berlina leggera, coupé | 2337 mm | 100 km/h | Cambio a 3 velocità, freni Bendix, ruote a raggi                                                                 |
| Minx                  | 1934           | 1185 cm³, 4 cilindri, valvole laterali                    | n/d                                   | Torpedo, sport torpedo, 4 porte berlina leggera, 6 berlina porte leggera, coupé | 2337 mm | 100 km/h | Cambio a 4 velocità                                                                                              |
| Minx                  | 1935           | 1185 cm³, 4 cilindri, valvole laterali                    | n/d                                   | Torpedo, sport torpedo, 4 porte berlina leggera, 6 berlina leggera, coupé       | 2337 mm | 100 km/h | Cambio sincronizzato                                                                                             |
| Minx Magnificent      | 1936-37        | 1185 cm³, 4 cilindri, valvole laterali                    | n/d                                   | Torpedo, sport torpedo, berlina, coupé, familiare (1937)                        | 2362 mm | 100 km/h | Nuovo telaio con motore spostato in avanti, ruote d'acciaio                                                      |
| New Minx              | 1938-39        | 1185 cm³, 4 cilindri valvole, laterali                    | n/d                                   | Berlina, coupé, familiare                                                       | 2362 mm | 100 km/h | Aggiornamento della linea                                                                                        |
| Minx                  | 1940-44        | 1185 cm³, 4 cilindri valvole, laterali                    | n/d                                   | Berlina, coupé                                                                  | 2362 mm | 100 km/h | Costruzione unitaria, imp. el. da 12 volt, cofano posteriore incernierato, probabilmente nessuna coupé costruita |
| Tilly, Hillman 10HP   | 1940-45        | 4 cilindri, motore da 30 bhp, 1185 cm³ e valvole laterali | n/d                                   | Berlina, furgone                                                                | 3835 mm | n/d      | Pick-up, cabina integralmente coperta                                                                            |
| Minx Phase I          | 1945-47        | 1185 cm³, 4 cilindri, valvole laterali                    | 60,000 (stimati, inclusa la Phase II) | Berlina, coupé, familiare                                                       | 2362 mm | 101 km/h | Costruzione unitaria, imp. el. da 12 volt, cofano posteriore incernierato                                        |
| Minx Phase II         | 1947-48        | 1185 cm³, 4 cilindri, valvole laterali                    | vedere Phase I                        | Berlina, coupé, familiare                                                       | 2362 mm | 106 km/h | Linea aggiornata: freni idraulici                                                                                |
| Minx Phase III        | 1948-49        | 1185 cm³, 4 cilindri, valvole laterali                    | 28.619                                | Berlina, cabriolet, familiare                                                   | 2362 mm | 110 km/h | Nuova linea, sospensioni anteriori indipendenti                                                                  |
| Minx Phase IV         | 1949-51        | 1265 cm³, 4 cilindri, valvole laterali                    | 90.832                                | Berlina, cabriolet, familiare, pickup/furgone                                   | 2362 mm | 109 km/h | Linea come la Phase III                                                                                          |
| Minx Phase V          | 1951-53        | 1265 cm³, 4 cilindri, valvole laterali                    | 59.777                                | Berlina, cabriolet, familiare                                                   | 2362 mm | 117 km/h | Cambiamenti minori                                                                                               |
| Minx Phase VI         | 1953           | 1265 cm³, 4 cilindri, valvole laterali                    | 44.643                                | Berlina, cabriolet, coupé 'California', familiare                               | 2362 mm | 110 km/h | Nuova griglia |
| Minx Phase VII        | 1953-54        | 1265 cm³, 4 cilindri, valvole laterali                    | 60.711                                | Berlina, cabriolet, coupé, familiare                                            | 2362 mm | 111 km/h | Un più grande bagagliaio                                                                                         |
| Minx Phase VIII       | 1954-57        | 1390 cm³, 4 cilindri, valvole in testa                    | 94.123                                | Berlina, cabriolet, coupé, familiare                                            | 2362 mm | 119 km/h | Ruote da 15 pollici; i primi esemplari avevano motori della versione precedente                                  |
| Minx Series I         | 1956-57        | 1390 cm³, 4 cilindri, valvole in testa                    | 202,204                               | Berlina, cabriolet, familiare                                                   | 2438 mm | 126 km/h | Il nuovo corpo vettura di Raymond Loewy, che si basava sulle Studebaker del 1955                                 |
| Minx Series II        | 1957-58        | 1390 cm³, 4 cilindri, valvole in testa                    | 202,204                               | Berlina, cabriolet, familiare                                                   | 2438 mm | 126 km/h | Minori cambiamenti della linea                                                                                   |
| Minx Series III       | 1958-59        | 1494 cm³, 4 cilindri, valvole in testa                    | 83,105                                | Berlina, cabriolet, familiare                                                   | 2438 mm | 124 km/h | Nuova griglia |
| Minx Series IIIA, B   | 1959-60, 60-61 | 1494 cm³, 4 cilindri, valvole in testa                    | 78.052 e 58.260                       | Berlina, cabriolet, familiare                                                   | 2438 mm | 130 km/h | Ali sulla coda; asse posteriore con ipoide sulla IIIB                                                            |
| Minx Series IIIC      | 1961-63        | 1592 cm³, 4 cilindri, valvole in testa                    | n/d                                   | Berlina, cabriolet, familiare                                                   | 2438 mm | 126 km/h | Nessuna cabriolet dopo la metà del 1962                                                                          |
| Super Minx Series I   | 1961-62        | 1592 cm³, 4 cilindri, valvole in testa                    | n/d                                   | Berlina, cabriolet, familiare                                                   | 2565 mm | 132 km/h | Passo lungo |
| Minx Series V         | 1963-65        | 1592 cm³, 4 cilindri, valvole in testa                    | n/d                                   | Berlina                                                                         | 2438 mm | 124 km/h | Freni anteriori a disco                                                                                          |
| Super Minx Series II  | 1962-63        | 1592 cm³, 4 cilindri, valvole in testa                    | n/d                                   | Berlina, cabriolet, familiare                                                   | 2565 mm | 132 km/h | Freni anteriori a disco                                                                                          |
| Super Minx Series III | 1964-65        | 1592 cm³, 4 cilindri, valvole in testa                    | n/d                                   | Berlina                                                                         | 2565 mm | 130 km/h | Cambio sincronizzato su tutte le marce                                                                           |
| Minx Series VI        | 1965-67        | 1725 cm³, 4 cilindri, valvole in testa                    | n/d                                   | Berlina                                                                         | 2438 mm | 132 km/h | Cambio sincronizzato su tutte le marce                                                                           |
| Super Minx Series IV  | 1964-65        | 1725 cm³, 4 cilindri, valvole in testa                    | n/d                                   | Berlina                                                                         | 2565 mm | 132 km/h | |
| Hunter                | 1966-79        | 1725 cm³, 4 cilindri, valvole in testa                    | 470.000                               | Berlina, familiare                                                              | 2489 mm | 140 km/h | Forma delle "Arrow", overdrive come optional                                                                     |
| New Minx              | 1967-70        | 1496 cm³, 4 cilindri, valvole in testa                    | 470.000                               | Berlina, familiare                                                              | 2489 mm | 134 km/h | Basata sulla Hunter; motore da 1725 cm³ opzionale sulle familiari                                                |